# アニマル軍団★★バトラクションシリーズ★ネンダーランド
アニマル軍団★★バトラクションシリーズ★ネンダーランド（アニマルぐんだんバトラクションシリーズネンダーランド）は、トミーが1989年から1990年ごろに販売していた組立式玩具である。
『小学一年生』と『小学三年生』でジオラマ戦記が展開され、ユージンから武器や武装した兵士フィギュアが発売された。同時期に食玩のフィンガーバトラクションも発売された。

## 概要
メカはBB弾やディスク弾、大型弾の発射のギミックが搭載され、付属しているイヌ/ブタの兵士フィギュアを立たせてこれを倒すといった遊びとなっている。動力は電動モーターを採用している。

## ストーリー
イヌメリア、ブタラリア、ネコトピアの三国で構成するネンダーランド連邦国は平和で穏やかに暮らす国であったが、ネコトピアの王女プリティーニャをイヌメリア、ブタラリアのどちらかが王妃として迎えるか口論となり、さらに喧嘩に発展し、ついには戦争へと突入した。その戦争はネンダーランドをわがものにしようとする大国、クマノフ帝国による陰謀で、それに気づいたイヌメリア、ブタラリア両軍は休戦しクマノフに立ち向かう。

## 登場国
イヌメリア
イヌによるネンダーランド連邦国を構成する国家の一つで北にネコトピア、東にブタラリア、西にクマノフと国境線を接する。
ブタラリア
ブタによるネンダーランド連邦国を構成する国家の一つで北にネコトピア、西にイヌメリアと国境線を接する。
ネコトピア
ネコによるネンダーランド連邦国を構成する国家の一つで南西にイヌメリア、南東にブタラリア、西にクマノフと国境線を接する。
クマノフ帝国
クマによる大国でネコトピアとイヌメリアと国境線を接する。

## メカ

### イヌメリア
ナーゲルワン
- イヌ型投石車

レンジャーワン
- イヌ型装甲車

バトルランチャー
- イヌ型輸弾連発車

スーパーブルタンク
- イヌ型巨大戦車

ディスクパンチャー
- イヌ型円盤突撃車

スカイグライド
- イヌ型飛行機投弓車

### ブタラリア
ブーボーガン
- ブタ型投弓車

ブッターボ
- ブタ型装甲車

メガトンロック
- ブタ型合体戦車

ブラッシュガトル
- ブタ型合体砲台車

ドラムバルカン
- ブタ型対空ミサイル車

ブロードジャイロ
- ブタ型合体先頭車

### ネンダーランド
ウルトラコンバットン
- 連合軍合体戦車

### クマノフ
アイアングリズリー
- クマ型走行機関車